# Corne (marquage)
Pour les articles homonymes, voir Corne.

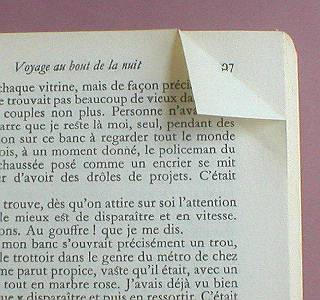
Une corne classique sur Voyage au bout de la nuit de Louis-Ferdinand Céline.

La corne est une marque effectuée dans l'un des coins extérieurs libres de la page d'un livre. C'est une technique utilisée principalement pour retenir une page d'un ouvrage, permettant de retenir sa progression ou un passage précis de celui-ci.

## Technique de la corne
La corne s'obtient en repliant fermement le coin de la page choisie sur une longueur d'hypoténuse faible (typiquement un ou deux centimètres) afin de ne pas détériorer trop la page. Le repliage se fait vers l'intérieur de la page à marquer.
Il existe une variante moins fréquente, selon laquelle la page entière est pliée en deux, parallèlement à la reliure. Selon ses partisans, cette variante permet de moins abîmer le papier.
La technique de la corne peut aussi servir à rassembler un petit nombre de pages entre-elles en l'absence d'un outil adapté.

## Utilité du cornage

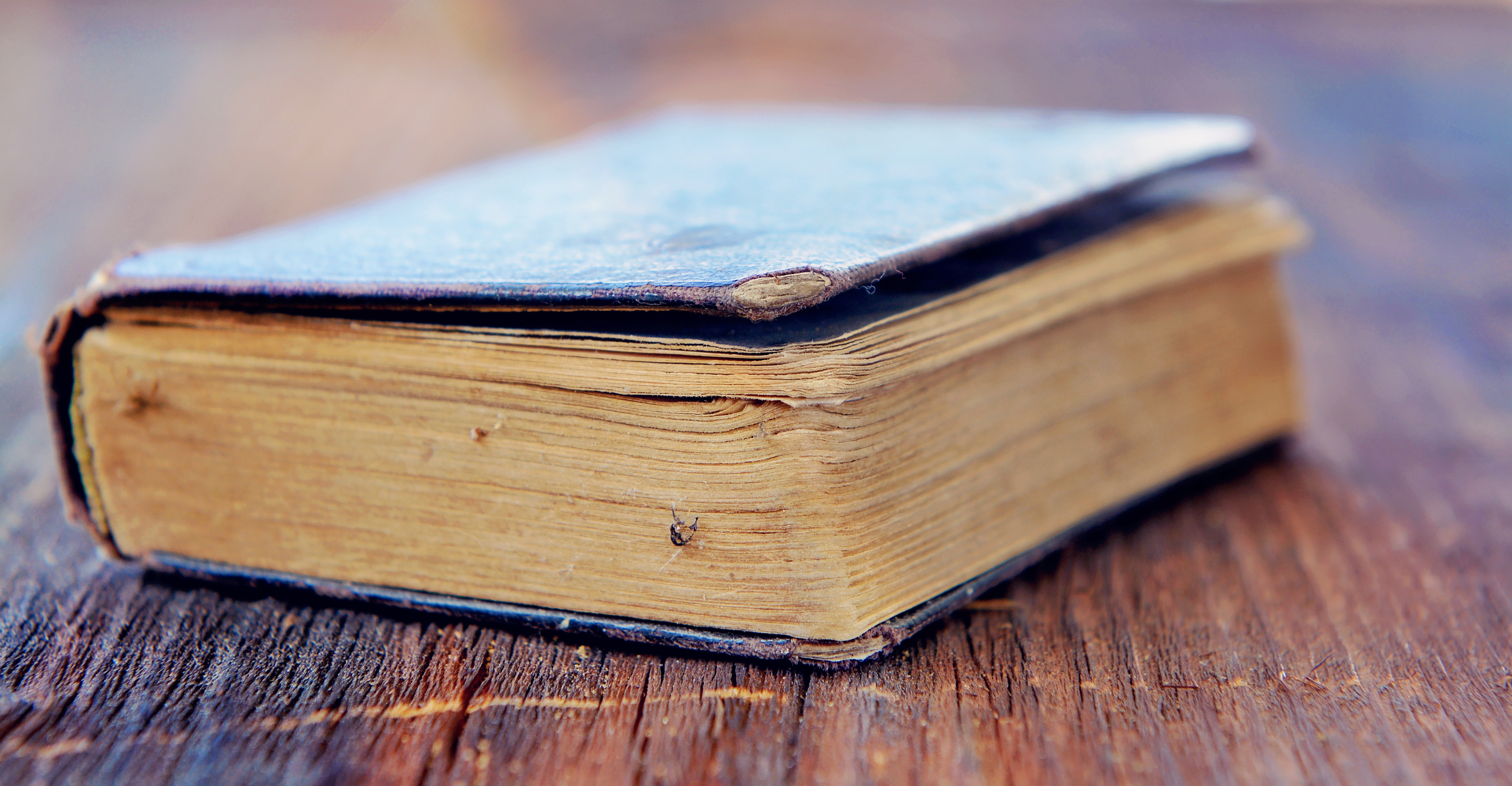
Un livre usé portant des traces de marquage

Cette pratique, qui est une alternative au marque-page ou signet, a quelques avantages. Économique, elle dispense de l'achat de signets. Permanente, contrairement au signet, elle ne peut tomber malencontreusement. Cependant, même enlevée, la corne laisse une trace : elle ne doit pas être utilisée pour les livres des bibliothèques ou les livres précieux car elle peut déformer l'ouvrage concerné.
Les principaux utilisateurs de la corne de marquage sont les chercheurs qui ont besoin de repérer des passages dans de nombreux livres. L'utilisateur de la corne est un corneur.

## Outil de développement Web
Dans le domaine du développement web ou dans les logiciels de retouche d'images, il est des outils de personnalisation appelés "page cornée", qui imitent visuellement le principe de la corne.
Pour ce faire, une page web désignée comme couche supérieure est rognée en partie dans l'un de ses coins et laisse apparaître une image imbriquée. En déplaçant sa souris, l'internaute peut alors interagir avec cette sous-couche pour afficher l'ensemble de son contenu.

## Expressions dérivées
En anglais, le cornage a son terme dédié; "dog ear". Cette expression imagée est une référence à la forme repliée des oreilles de beaucoup d'espèces de chien (contrairement à celle des loups par exemple).
Cette expression anglaise porte un sens supplémentaire; elle désigne aussi les sections d'un texte qu'un individu trouve important ou avec lesquelles il a un lien affectif particulier.